# Trestonia grisea
Trestonia grisea là một loài bọ cánh cứng trong họ Cerambycidae.